# Harold Dimke
Harold Dimke (* 21. November 1949 in Berlin) ist ein ehemaliger Ruderer aus der Deutschen Demokratischen Republik, der 1972 eine olympische Bronzemedaille mit dem Achter gewann.
Harold Dimke ruderte unter dem Trainer Elmar Antony beim SC Dynamo Berlin. 1969 belegte er zusammen mit Manfred Schneider und Hartmut Schreiber sowie Peter Schulz und Steuermann Reinhard Staeck den dritten Platz bei den DDR-Meisterschaften im Vierer mit Steuermann. 1970 ruderte Dimke mit dem Vierer ohne Steuermann auf den dritten Platz. 1971 stellt Antony einen neuen Vierer mit Steuermann zusammen: Harold Dimke als Schlagmann, Manfred Schneider, Manfred Schmorde, Hartmut Schreiber und Steuermann Dietmar Schwarz gewannen nicht nur bei den DDR-Meisterschaften den Titel, sondern belegten auch bei den Europameisterschaften in Kopenhagen den zweiten Platz hinter dem bundesdeutschen Bullenvierer mit Peter Berger am Schlag.
1972 wechselte der komplette Vierer in den Achter, der bei den Olympischen Spielen auf der Regattastrecke Oberschleißheim in der Besetzung Hans-Joachim Borzym, Jörg Landvoigt, Harold Dimke, Manfred Schneider, Hartmut Schreiber, Manfred Schmorde, Bernd Landvoigt, Heinrich Mederow und Dietmar Schwarz antrat. Der Achter belegte im Vorlauf den dritten Platz hinter den Booten aus der Sowjetunion und aus den Niederlanden, gewann aber sein Halbfinale vor den Booten aus der Sowjetunion und aus den Vereinigten Staaten. Im Finale siegten die Neuseeländer, mit sechs Hundertstelsekunden Rückstand auf die Vereinigten Staaten erruderten die DDR-Ruderer die Bronzemedaille.
Harold Dimke ist Diplom-Ökonom und war bei der Sportvereinigung Dynamo angestellt.